# Светско првенство у атлетици у дворани 2018 — 1.500 метара за жене
Трка на 1.500 метара у женској конкуренцији на 17. Светском првенству у атлетици у дворани 2018. одржана је 2. и 3. марта у Arena Birmingham у Бирмингему (Уједињено Краљевство).
Титулу освојену у Портланду 2016, није бранила Сифан Хасан из Холандије.

## Земље учеснице
Учествовало је 26 такмичарки из 18 земаља.
1. Албанија (1)
2. Етиопија (2)
3. Ирска (1)
4. Исланд (1)
5. Јамајка (1)
6. Јужноафричка Република (1)
7. Канада (2)
8. Кенија (2)
9. Мадагаскар (1)
10. Мароко (2)
11. Немачка (2)
12. Румунија (1)
13. САД (2)
14. Уједињено Краљевство (2)
15. Холандија (1)
16. Чешка (1)
17. Шведска (2)
18. Шпанија (1)

## Освајачи медаља
| Освајачи медаља |                      |             |  |  |  |  |
|                 |                      |             |  |  |  |  |
|                 |                      |             |  |  |  |  |
|                 |                      |             |  |  |  |  |
| Гензебе Дибаба  | Лора Мјур            | Сифан Хасан |  |  |  |  |
| Етиопија        | Уједињено Краљевство | Холандија   |  |  |  |  |

## Рекорди пре почетка Светског првенства 2018.
Стање на 1. март 2018.
| Рекорди пре почетка Светског првенства 2018. | Рекорди пре почетка Светског првенства 2018. | Рекорди пре почетка Светског првенства 2018. | Рекорди пре почетка Светског првенства 2018. | Рекорди пре почетка Светског првенства 2018. | Рекорди пре почетка Светског првенства 2018. |
| -------------------------------------------- | -------------------------------------------- | -------------------------------------------- | -------------------------------------------- | -------------------------------------------- | -------------------------------------------- |
| Светски рекорд                               | Гензебе Дибаба                               | Етиопија                                     | 3:55,17                                      | Беч, Аустрија                                | 1. фебруар 2014.                             |
| Рекорд светских првенстава                   | Гелете Бурка                                 | Етиопија                                     | 3:59,75                                      | Валенсија, Шпанија                           | 9. март 2008.                                |
| Најбољи резултат сезоне                      | Гензебе Дибаба                               | Етиопија                                     | 3:57,45                                      | Карлсруе, Немачка                            | 3. фебруар 2018.                             |
| Афрички рекорд                               | Гензебе Дибаба                               | Етиопија                                     | 3:55,17                                      | Беч, Аустрија                                | 1. фебруар 2014.                             |
| Азијски рекорд                               | Марјам Јусуф Џамал                           | Бахреин                                      | 3:59,79                                      | Валенсија, Шпанија                           | 9. март 2008.                                |
| Северноамерички рекорд                       | Реџајна Џејкобс                              | Сједињене Државе                             | 3:59,98                                      | Бостон, Сједињене Државе                     | 1. фебруар 2003.                             |
| Јужноамерички рекорд                         | Летисија Вријезде                            | Суринам                                      | 4:14,05                                      | Будимпешта, Мађарска                         | 12. фебруар 1992.                            |
| Европски рекорд                              | Абеба Арегави                                | Шведска                                      | 3:57,91                                      | Стокхолм, Шведска                            | 6. фебруар 2014.                             |
| Океанијски рекорд                            | Мелиса Данкан                                | Аустралија                                   | 4:06,93                                      | Бостон, Сједињене Државе                     | 14. фебруар 2016.                            |

### Најбољи резултати у 2018. години
Десет најбољих атлетичарки на 1.500 метара у дворани пре првенства (1. марта 2018), имале су следећи пласман.
| 1.  | Гензебе Дибаба          | Етиопија         | 3:57,45 | 3. фебруар  |
| 2.  | Констанце Клостерхалфен | Немачка          | 4:04,00 | 3. фебруар  |
| 3.  | Беатрис Чепкоеч         | Кенија           | 4:04,21 | 6. фебруар  |
| 4.  | Давит Сејаум            | Етиопија         | 4:04,38 | 10. фебруар |
| 5.  | Рабабе Арафи            | Мароко           | 4:04,76 | 15. фебруар |
| 6.  | Мераф Бахта             | Шведска          | 4:04,89 | 15. фебруар |
| 7.  | Ајша Прот               | Јамајка          | 4:04,95 | 10. фебруар |
| 8.  | Хелен Обири             | Кенија           | 4:05,04 | 15. фебруар |
| 9.  | Алмаз Тешале            | Етиопија         | 4:06,93 | 15. фебруар |
| 10. | Лора Мјур               | Велика Британија | 4:05,37 | 10. фебруар |

Такмичарке чија су имена подебљана учествовале су на СП 2018.

## Квалификационе норме
| Дворана                | Отворено |
| ---------------------- | -------- |
| 4:11,00 (4:28,50 миља) | 4:02,00  |

## Сатница
| Датум         | Време | Ниво          |
| ------------- | ----- | ------------- |
| 2. март 2018. | 19:48 | Квалификације |
| 3. март 2018. | 20:39 | Финале        |

Сва времена су по локалном времену (UTC+1)

## Резултати

### Квалификације
Такмичење је одржано 2. марта 2018. године. Такмичарке су биле подељене у три групе. За финале су се пласирале по две победнице група (КВ) и три према постигнутим резултатима (кв)., ,
Почетак такмичења: група 1 у 19:42, група 2 у 19:50, група 3 у 19:58.
| Позиција | Група | Атлетичарка             | Земља                  | ЛР      | ЛРС     | Резултат | Белешка |
| -------- | ----- | ----------------------- | ---------------------- | ------- | ------- | -------- | ------- |
| 1.       | 3     | Сифан Хасан             | Холандија              | 4:00,46 |         | 4:05,46  | КВ, ЛРС |
| 2.       | 3     | Вини Чебет              | Кенија                 | 4:07,86 | 4:07,86 | 4:05,81  | КВ, ЛР  |
| 3.       | 3     | Рабабе Арафи            | Мароко                 | 4:04,76 | 4:04,76 | 4:06,12  | кв      |
| 4.       | 3     | Шелби Хоулихан          | САД                    | 4:11,90 | 4:13,07 | 4:06,21  | кв, ЛР  |
| 5.       | 1     | Гензебе Дибаба          | Етиопија               | 3:55,17 | 3:57,45 | 4:06,25  | КВ      |
| 6.       | 1     | Лора Мјур               | Уједињено Краљевство   | 4:02,39 | 4:05,37 | 4:06,54  | КВ      |
| 7.       | 1     | Ајша Прот               | Јамајка                | 4:04,95 | 4:04,95 | 4:07,51  | кв      |
| 8.       | 2     | Беатрис Чепкоеч         | Кенија                 | 4:02,21 | 4:02,21 | 4:09,12  | КВ      |
| 9.       | 2     | Колин Квигли            | САД                    | 4:13,21 | 4:13,21 | 4:09,31  | КВ, ЛР  |
| 10.      | 2     | Кејт Ван Баскирк        | Канада                 | 4:12,47 |         | 4:09,42  | ЛР      |
| 11.      | 2     | Доминике Скот           | Јужноафричка Република | 4:07,25 | 4:07,25 | 4:09,80  |         |
| 12.      | 1     | Марта Перез             | Шпанија                | 4:09,24 | 4:09,24 | 4:09,90  |         |
| 13.      | 1     | Габријела Стафорд       | Канада                 | 4:11,46 |         | 4:09,94  | ЛР      |
| 14.      | 3     | Давит Сејаум            | Етиопија               | 4:00,28 | 4:04,38 | 4:10,20  |         |
| 15.      | 3     | Лин Нилсон              | Шведска                | 4:07,71 | 4:07,71 | 4:10,36  |         |
| 16.      | 1     | Дијана Сујев            | Немачка                | 4:07,72 | 4:08,33 | 4:10,64  |         |
| 17.      | 1     | Љуиза Гега              | Албанија               | 4:06,66 | 4:10,36 | 4:10,65  |         |
| 18.      | 3     | Ciara Mageean           | Ирска                  | 4:08,66 | 4:09,47 | 4:11,81  |         |
| 19.      | 2     | Хана Клајн              | Немачка                | 4:10,12 | 4:10,12 | 4:12,11  |         |
| 20.      | 2     | Ајлиш Маколган          | Уједињено Краљевство   | 4:08,07 | 4:08,07 | 4:13,32  |         |
| 21.      | 1     | Симона Врзалова         | Чешка                  | 4:10,04 | 4:10,36 | 4:14,11  |         |
| 22.      | 2     | Малика Акаоуи           | Мароко                 | 4:09,31 | 4:09,31 | 4:15,09  |         |
| 23.      | 3     | Анита Хинриксдотир      | Исланд                 | 4:09,54 | 4:09,54 | 4:15,73  |         |
| 24.      | 2     | Мераф Бахта             | Шведска                | 4:04,89 | 4:04,89 | 4:22,40  | кв      |
| 25.      | 2     | Клаудија Михаела Бобоча | Румунија               | 4:08,19 | 4:10,37 | 4:24,60  |         |
|          | 1     | Елијане Сахолинирина    | Мадагаскар             | 4:19,64 |         | НЗ       |         |

### Финале
Такмичење је одржано 3. марта 2018. године у 20:40 по локалном времену.,
| Поз. | Атлетичарка     | Земља                | Резултат | Белешка |
| ---- | --------------- | -------------------- | -------- | ------- |
|      | Гензебе Дибаба  | Етиопија             | 4:05,27  |         |
|      | Лора Мјур       | Уједињено Краљевство | 4:06,23  |         |
|      | Сифан Хасан     | Холандија            | 4:07,26  |         |
| 4.   | Шелби Хоулихан  | САД                  | 4:11,93  |         |
| 5.   | Вини Чебет      | Кенија               | 4:12,08  |         |
| 6.   | Ајша Прот       | Јамајка              | 4:12,86  |         |
| 7.   | Беатрис Чепкоеч | Кенија               | 4:13,59  |         |
| 8.   | Рабабе Арафи    | Мароко               | 4:14,94  |         |
| 9.   | Колин Квигли    | САД                  | 4:15,97  |         |
| 10.  | Мераф Бахта     | Шведска              | 4:23,05  |         |

### Пролазна времена
| Дистанца | Атлетичарка    | Земља    | Време   |
| -------- | -------------- | -------- | ------- |
| 400 м    | Рабабе Арафи   | Мароко   | 1:16,48 |
| 800 м    | Гензебе Дибаба | Етиопија | 2:20,81 |
| 1.200 м  | Гензебе Дибаба | Етиопија | 3:20,58 |